# Alfred von Waldersee
Alfred von Waldersee (Potsdam, 8 avril 1832 – Hanovre, 5 mars 1904) est un feld-maréchal prussien, qui a occupé les postes de quartier-maître général de l'armée allemande (1882-1888) puis de chef du Grand État-Major général allemand de 1888 à 1891.
Personnage influent, il a joué un rôle important dans la politique de son époque et a longtemps été considéré comme un stéréotype du militarisme allemand. Son rôle contre la population civile chinoise lors de la Révolte des Boxers en fait également un personnage controversé.

## Famille
Alfred comte von Waldersee est un petit-fils de Franz comte von Waldersee, un fils illégitime du prince (duc à partir de 1806) Léopold III d'Anhalt-Dessau issu d'une union avec Johanne Eleonore Hoffmeier. Alfred est le cinquième des six enfants issus du mariage du général de cavalerie prussien Franz Heinrich comte von Waldersee (1791-1873), né à Dessau, et de Bertha von Hünerbein (1799-1859), fille du général Friedrich Heinrich Karl von Hünerbein. Depuis 1897, le siège de la famille von Waldersee se trouve au château de Waterneverstorf.

## Biographie
Après avoir servi dans l'artillerie de la garde de l'armée prussienne en 1850, il est rapidement promu à des fonctions d’officier supérieur, et après une première campagne pendant le conflit avec l'Autriche-Hongrie de 1866, il devient l’aide de camp du général d'artillerie le prince Frédéric-Charles de Prusse, avec lequel il est présent à la bataille de Sadowa (Königgrätz, pour les Allemands). Au cours de cette campagne, le comte von Waldersee est promu major et nommé à l'état-major. Après la conclusion de la paix, il sert dans le 10e corps d'armée nouvellement formé à la suite de l’annexion du royaume de Hanovre. En janvier 1870, il est nommé attaché militaire à Paris et aide de camp de l’empereur Guillaume Ier d'Allemagne, un souverain auquel il voue une véritable admiration.
Durant la guerre franco-prussienne, le lieutenant-colonel von Waldersee utilise à la fois ses talents militaires et ses connaissances de l'armée ennemie. Il est présent à la grande bataille autour de Metz, et lors de la guerre contre la République, il est envoyé pour assister le grand-duc de Mecklembourg-Schwerin contre l'armée de la Loire commandée par Alfred Chanzy. Le grand-duc est un bon soldat, mais pas un brillant stratège ; l'heureuse issue de la campagne est en grande partie due à son conseiller.
À la fin de la guerre, Waldersee est décoré de la croix de fer de première classe, et il est chargé de la mission délicate de représentant de l’Allemagne à Paris. À la fin de 1871, Waldersee se voit confier le commandement du 13e régiment d'uhlans à Hanovre, et deux ans plus tard, il devient chef d’état-major du corps d'armée hanovrien dans lequel il avait servi avant 1870. En 1881, il devient à Berlin l’assistant personnel du feld-maréchal von Moltke, puis quartier-maître général de l'armée allemande en 1882. A ce titre, il devient une personnalité en vue du gotha berlinois, et n'hésite pas à intervenir personnellement pour influer sur les décisions qui sont prises dans les cercles gouvernementaux.
Il collabore pendant sept ans avec Moltke, et quand celui-ci prend sa retraite en 1888, Waldersee est nommé pour lui succéder.
C'est au cours de ces années comme quartier-maître général que Waldersee assiste le futur Guillaume II et qu’il se lie d’amitié avec lui. En effet, Waldersee voit dans le prince un homme important pour l'avenir de l'Allemagne.
De façon générale, et tout au long de sa carrière, Waldersee est attaché au principe d'un Kaiser fort, et considère à ce titre la démocratie ou encore le socialisme comme des menaces. Il est également antisémite et hostile aux Catholiques.
En outre, Waldersee souhaite une guerre de l'Allemagne contre la Russie et promeut cette idée auprès de Guillaume.
En 1890, il contribue à faire limoger Bismarck. Les sources historiques divergent sur les motivations qu'il a eues à ce sujet. Selon certains, son ambition profonde était de remplacer Bismarck comme chancelier, ce qu'il n'a finalement pas réussi à faire. Selon d'autres, ses motivations étaient plus contrastées et il n'avait pas eu pour but direct d'obtenir ce poste.
À la suite de désaccords avec Guillaume II, il démissionne de son poste de chef du Grand État-Major général allemand en 1891 et devient général-commandant du 9e corps d'armée à Altona. Il reste cependant politiquement influent. En 1897, il demande à Guillaume II, en vain, que celui-ci réprime sévèrement le Parti social-démocrate allemand.
En 1898, il devient inspecteur général à Hanovre, et en 1900, il est nommé feld-maréchal. Envoyé en Chine réprimer la révolte des Boxers, il retourne en Europe à la fin de l'opération et reprend ses fonctions d'inspecteur général à Hanovre, poste qu’il assume presque jusqu’à sa mort.

## Révolte des Boxers et controverse sur son rôle
Waldersee est un personnage controversé en raison des actions commises par l'armée qu'il avait sous son commandement lors de la Révolte des Boxers.
Après l'envoi de troupes européennes de renfort pour réprimer la révolte des Boxers en Chine en 1900, le commandement suprême des forces est confié au comte von Waldersee.
Son départ d'Allemagne est très théâtral, mais il arrive trop tard pour diriger les troupes qui ont permis de dégager les légations à Pékin. C'est alors qu'une véritable expédition punitive contre la population locale est mise en place. L'armée de Waldersee fait preuve d'une grande violence, et ses soldats détruisent des villages entiers, violent des femmes et commettent des pillages. Les actions de Waldersee ont gravement violé le droit humanitaire, même selon les standards de son époque.

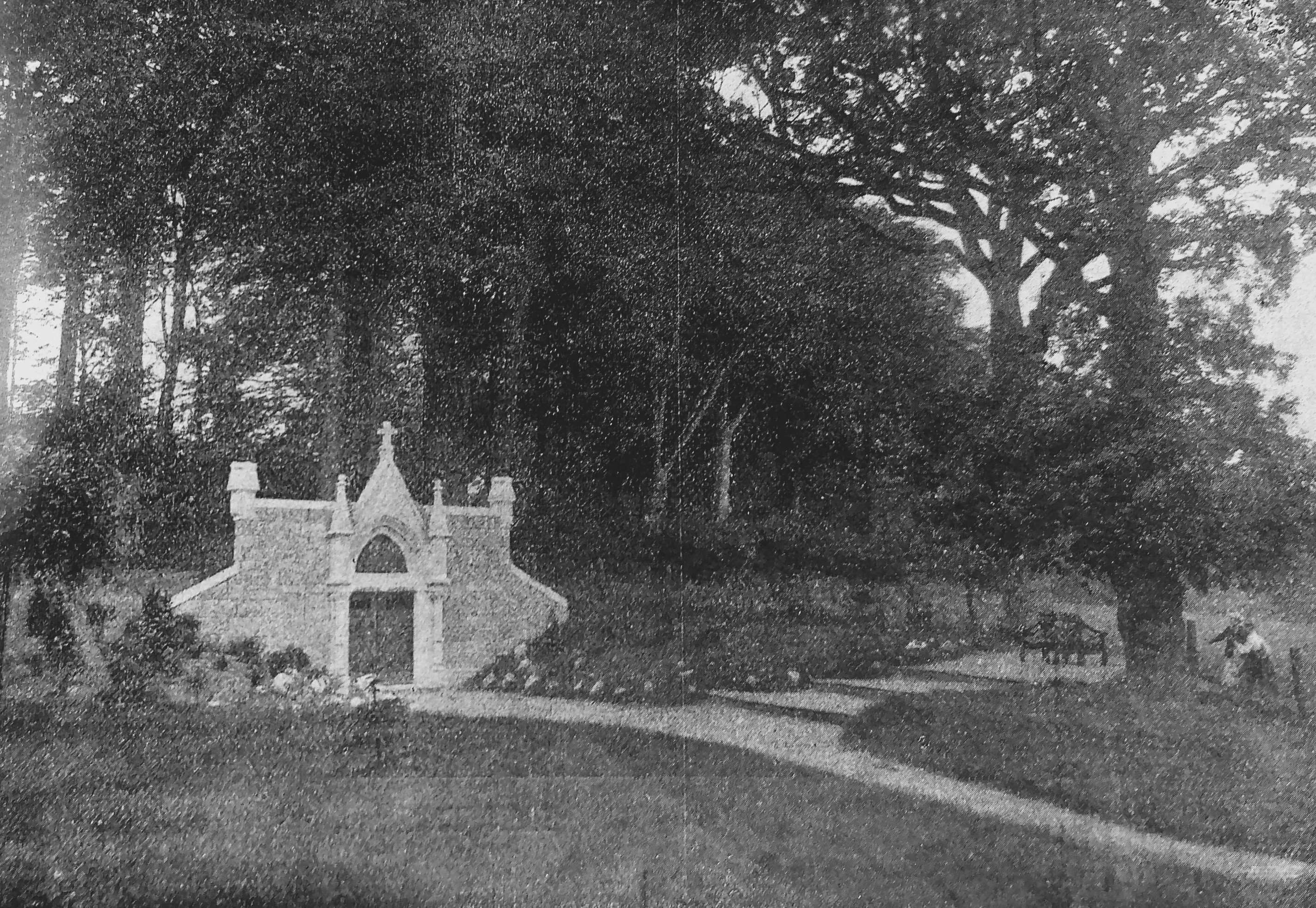
Tombe du maréchal von Waldersee près de Stöfs vers 1906

À la fin de l'opération, il retourne en Europe et reprend ses fonctions d'inspecteur général à Hanovre, poste qu’il assume presque jusqu’à sa mort.